# Solanecio
Solanecio es un género de plantas herbáceas perteneciente a la familia de las asteráceas. Comprende 17 especies descritas y es estas, solo 16 aceptadas.

## Taxonomía
El género fue descrito por (Sch Bip.) Walp. y publicado en Repert. Bot. Syst. 6: 273.
Etimología
Solanecio: nombre genérico que deriva de una combinación de los nombres de Solanum y Senecio, que se refieren a la supuesta similitud tienen las especies en ambos géneros establecidos. El parecido con Solanum es, por supuesto, superficial.

## Especies aceptadas
A continuación se brinda un listado de las especies del género Solanecio aceptadas hasta agosto de 2012, ordenadas alfabéticamente. Para cada una se indica el nombre binomial seguido del autor, abreviado según las convenciones y usos.
- Solanecio angulata C.Jeffrey
- Solanecio angulatus (Vahl) C.Jeffrey
- Solanecio biafrae (Oliv. & Hiern) C.Jeffrey
- Solanecio buchwaldii (O.Hoffm.) C.Jeffrey
- Solanecio cydoniifolius (O.Hoffm.) C.Jeffrey
- Solanecio epidendricus (Mattf.) C.Jeffrey
- Solanecio gigas (Vatke) C.Jeffrey
- Solanecio goetzei (O.Hoffm.) C.Jeffrey
- Solanecio gymnocarpus C.Jeffrey
- Solanecio gynuroides C.Jeffrey
- Solanecio harennensis Mesfin
- Solanecio kanzibiensis (Humbert & Staner) C.Jeffrey
- Solanecio mannii (Hook.f.) C.Jeffrey
- Solanecio mirabilis (Muschl.) C.Jeffrey
- Solanecio nandensis (S.Moore) C.Jeffrey
- Solanecio tuberosus (Sch.Bip. ex A.Rich.) C.Jeffrey